# Omega Rhapsody
Az Omega Rhapsody 2010-ben készült stúdióalbum. Kezdetben Kóbor János szólólemezeként harangozták be, de címéből is kitűnik, hogy nagyban az Omegához kapcsolódik: az együttes korábbi dalaira alapul és a tagok egy része, illetve az együtteshez kötődő vendégzenészek közreműködésével készült. A  dalokat új, szimfonikus hangszereléssel rögzítették, egy 18 tételes műbe összefűzve. Mivel egy teljes szimfonikus zenekar közreműködésével rögzíteni az egész lemezt bonyolult lett volna, így a szimfonikus hangzást rockhangszerek és szoftverek felhasználásával állították elő.
A stúdiómunkát külföldön végezték. Mivel az anyag nemzetközi terjesztésre készült, a dalok egy része angol változatban hallható.
2012-ben megjelent az anyag teljesen magyar változata is az Omega Szimfónia & Rapszódia dupla CD-n.
2014-ben az album megjelent dupla LP formátumban is.

## Dalok
Zeneszerző az Omega: Benkő László, Debreczeni Ferenc, Kóbor János, Mihály Tamás, Molnár György, Presser Gábor.

Szövegírók: Ambrózy István, Sülyi Péter, Sztevanovity Dusán, Trunkos András, Várszegi Gábor.

Angol szöveg: Ambrózy István, Edwin Balogh, Horváth Attila.

Rövid részletek hangzanak el Liszt Ferenc, Erkel Ferenc és Egressy Béni művéből.
A dalok nyelve megegyezik az elsőként leírt cím nyelvével, kivéve a két instrumentális tétel az elején és a Child In Your Arms/Hallgatag szív, amely angol és magyar versszakokat is tartalmaz.
1. Rhapsody (Rapszódia)
2. Overture (Nyitány)[1]
3. Silent Garden (Égi harangok)
4. Arc (Can't Stop Thinking Of You)
5. Tower Of Babel (Babylon)
6. Éjféli koncert (Late Night Show)
7. Meghívás (Invitation)
8. Break The Chain (Minden könnycseppért kár)
9. Tomorrow (Levél poste restante)
10. Napot hoztam, csillagot (House Of Cards)
11. Child In Your Arms (Hallgatag szív)
12. Égi jel (Heaven's Sign)
13. Kötéltánc (The Beggar's Dance)
14. Hajnali óceán (Morning Lights)
15. Mozgó világ (Moving World)
16. Metamorfózis (Metamorphosis)[2]
17. Return To Garden (A kereszt-út vége)
18. Final (Finálé)[3]

## Közreműködött
- Kóbor János – ének
- Debreczeni Ferenc – dob, ütőhangszerek
- Szekeres Tamás – gitár
- Gömöry Zsolt – billentyűs hangszerek
- Küronya Miklós – basszusgitár
- Edwin Balogh, Bencsik Tamara, Tisza Bea – vokál

Stáb:
- zenei rendező: Benkő László, Gömöry Zsolt, Kóbor János
- hangmérnök: Küronya Miklós
- technikai szakértő: John Gallen
- mastering: Dick Beetham, 360 Mastering Ltd., London
- borítóterv: Hérics Nándor, Kóbor János
- producer: Kóbor János, Trunkos András

## Toplistás szereplése
Az album a Mahasz Top 40-es eladási listáján 11 héten át szerepelt, legjobb helyezése 5. volt.

## Élő bemutatók
Lásd az Omega Szimfónia & Rapszódia szócikk megfelelő szakaszát.

## Külső hivatkozások
- Honlap